# 南半球

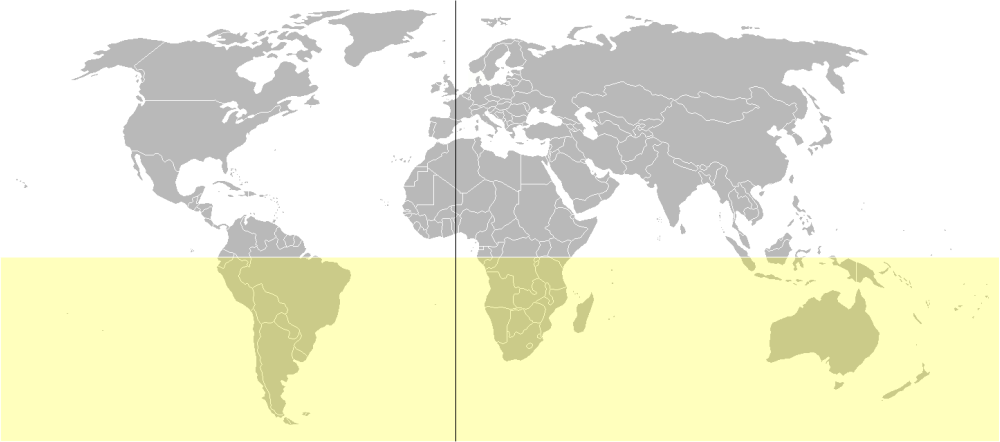
黃色部分為南半球

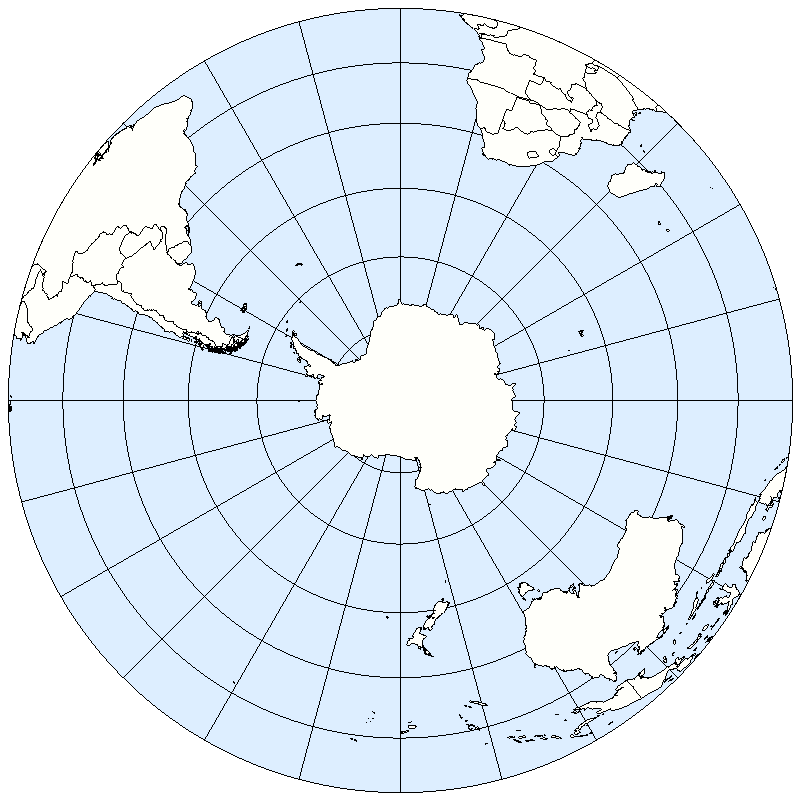
南半球區域

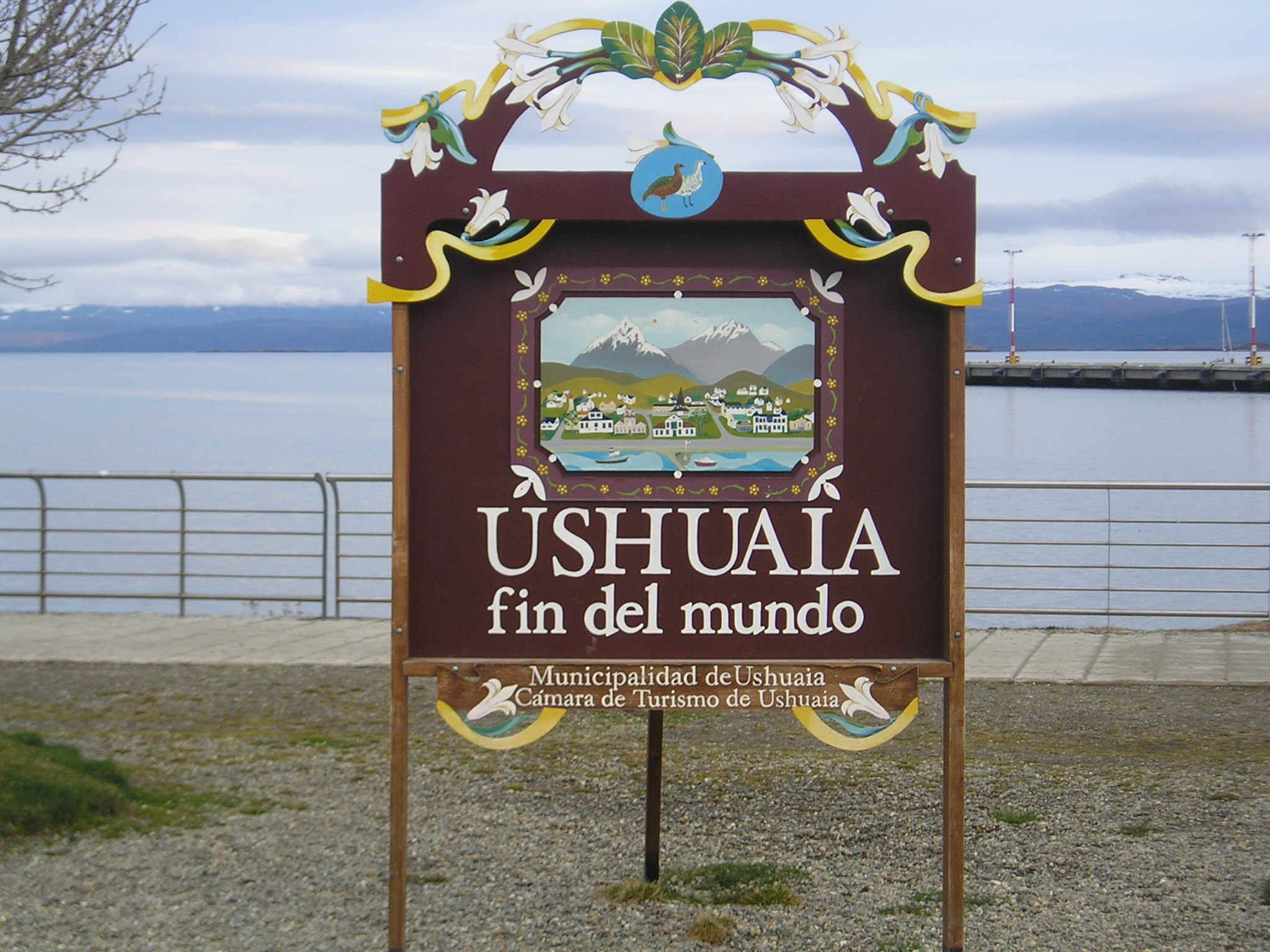
写有“乌斯怀亚，世界尽头”的海报。 阿根廷的乌斯怀亚是世界上最南端的城市。

南半球（英語：Southern Hemisphere）是指地球赤道以南的半球。
南半球主要包括的地區有亚洲印度尼西亞南部、非洲中部及南部、大洋洲絕大部分、南美洲大部分、南極洲全部。
在南半球，夏季为12月至2月，冬季为6月至8月，与北半球四季相反。
南半球的海洋有南太平洋、南大西洋、印度洋。
由于南半球的海洋面积更多地大于陆地面积，除了南极洲的极度寒冷外，南半球的气候相对北半球的气候要温和些。也因为如此，再加上气流多东西环流，南半球的污染要比北半球少很多。
在南半球，朝北向阳。

## 洲，国家或地区
洲
- 南极洲（全部）
- 非洲（约1/4）
- 大洋洲（绝大部分）
- 南美洲（约2/3）

非洲国家
- 全部： 安哥拉， ， ， ， 賴索托， 马达加斯加， 马拉维， 模里西斯， 莫桑比克， 纳米比亚， 卢旺达， 塞舌尔， 南非， ， 坦桑尼亚， 尚比亞， 辛巴威
- 部分： 刚果民主共和国， 加彭， 刚果共和国
- 小部分： 赤道几内亚， ， ， 聖多美和普林西比， 乌干达

亚洲国家
- 全部： 东帝汶
- 部分： 印度尼西亞
- 小部分： 馬爾地夫

大洋洲
- 全部： ， 斐济， 瑙鲁， 新西兰， ， 萨摩亚， 所罗门群岛， ， ， ， 纽埃
- 小部分： 基里巴斯

南美洲
- 全部： 阿根廷， 玻利维亚， 智利， 巴拉圭， 秘魯， 乌拉圭
- 部分： 巴西，
- 小部分： 哥伦比亚

其他地区
- 挪威： 布韦岛
- 英国： 查戈斯群島， 皮特凯恩群岛， 聖赫勒拿
- 新西兰： 庫克群島，克马德克群岛
- 智利： 復活節島， 胡安·費爾南德斯群島
- ：科隆群岛
- 美国： 賈維斯島
- 法國：克马德克群岛（部分）， 新喀里多尼亞， 留尼汪，圣保罗岛，  法属南部和南极领地
- 其他地区： 美属萨摩亚，南极洲诸岛， 福克蘭群島（英国，阿根廷争议）， 法屬玻里尼西亞 ，新西兰亚南极群岛， 南乔治亚和南桑威奇群岛（英国，阿根廷争议），南奥克尼群岛（英国，阿根廷争议），斯温斯岛， 托克勞， ， 圣赫勒拿、阿森松和特里斯坦-达库尼亚